# Oscarsgalan april 1930
Oscarsgalan april 1930 som hölls 3 april 1930 var den 2:a upplagan av Oscarsgalan där det prestigefyllda amerikanska filmpriset Oscar delades ut till filmer som kom ut mellan 1 augusti 1928 och 31 juli 1929.

## Vinnare och nominerade
Vinnarna listas i fetstil.
| Enastående film | Bästa regi |
| --- | --- |
| - Broadways melodi (MGM) - Alibi (Feature Productions) - In Old Arizona (Fox) - Hollywood Revyn (MGM) - Patrioten (Paramount Famous Lasky) | - Frank Lloyd – Lady Hamiltons kärlekssaga - Lionel Barrymore – Madame X - Harry Beaumont – Broadways melodi - Irving Cummings – In Old Arizona - Frank Lloyd – I kärlekens fälla - Frank Lloyd – Sångaren från Sing-Sing - Ernst Lubitsch – Patrioten |
| Bästa manliga huvudroll | Bästa kvinnliga huvudroll |
| - Warner Baxter – In Old Arizona - George Bancroft – I mörkaste New York - Chester Morris – Alibi - Paul Muni – The Valiant - Lewis Stone – Patrioten | - Mary Pickford – Coquette - Ruth Chatterton – Madame X - Betty Compson – Gycklaren - Jeanne Eagels – The Letter - Corinne Griffith – Lady Hamiltons kärlekssaga - Bessie Love – Broadways melodi                                                      |
| Bästa manus | |
| - Hanns Kräly – Patrioten - Tom Barry – In Old Arizona - Tom Barry – The Valiant - Elliott Clawson – Med polisen i hälarna - Elliot Clawson – Tillbaka till livet - Elliot Clawson – Sal of Singapore - Elliot Clawson – Han, hon och smålänningar - Hanns Kräly – Mrs. Cheyneys sista bedrift - Josephine Lovett – Our Dancing Daughters - Bess Meredyth – Gröna hatten - Bess Meredyth – Kvinnomakt | |
| Bästa foto | Bästa scenografi |
| - Clyde De Vinna – Vita skuggor på Söderhavet - George Barnes – Our Dancing Daughters - Arthur Edeson – In Old Arizona - Ernest Palmer – De 4 djävlarna - Ernest Palmer – Gatans ängel - John F. Seitz – Lady Hamiltons kärlekssaga | - Cedric Gibbons – Ödets bro - Hans Dreier – Patrioten - Mitchell Leisen – Dynamit - William Cameron Menzies – Alibi - William Cameron Menzies – Uppvaknandet - Harry Oliver – Gatans ängel                                                            |

### Filmer med flera nomineringar
- 5 nomineringar: Patrioten, In Old Arizona
- 3 nomineringar: Broadways melodi, Alibi, Lady Hamiltons kärlekssaga
- 2 nomineringar: Madame X, The Valiant, Our Dancing Daughters, Gatans ängel